# Долгих, Григорий Иванович
Григорий Иванович Долгих (род. 22 ноября 1954, Лугохутор, Анучинский район, Приморский край, СССР) — советский и российский ученый в области физики океана и лазерной интерферометрии, академик РАН (2016). Заместитель председателя Дальневосточного отделения РАН (с 2008), директор Тихоокеанского океанологического института имени В. И. Ильичёва ДВО РАН (с 2021). Доктор физико-математических наук, профессор.

## Биография
Родился 22 ноября 1954 года в селе Лугохутор Анучинского района Приморского края.
В 1977 году — окончил физический факультет Дальневосточного государственного университета, после окончания ВУЗа работал учителем физики в школе № 12 Владивостока.
С 1978 года — работает в Тихоокеанском океанологическом институте имени В. И. Ильичёва ДВО РАН, с 2008 года — заведующий отделом, с 2014 года — заместитель директора института по научной работе, с 2021 года — директор. С 2008 года — заместитель председателя Дальневосточного отделения Российской академии наук.
С 2011 года — заместитель директора, руководитель кластера наук о Земле Школы естественных наук Дальневосточного федерального университета, с 2018 года — заведующий кафедрой океанологии и гидрометеорологии Дальневосточного федерального университета.
В 1999 году — защитил докторскую диссертацию.
В 2003 году — избран членом-корреспондентом РАН.
В 2009 году — присвоено учёное звание профессора.
В 2016 году — избран академиком РАН по Отделению наук о Земле.

## Научная и общественная деятельность
Ведет научные исследования в области изучения физики возникновения, развития и трансформации геосферных процессов системы «атмосфера-гидросфера-литосфера».
Вел работы по экспериментальному исследованию закономерностей генерации, динамики морских волновых процессов инфразвукового диапазона и их трансформации в сейсмоакустические колебания земной коры на границе «гидросфера-литосфера».
Создатель теоретических и экспериментальных основ применения лазерно-интерференционных методов для изучения океана.
При его непосредственном участии были разработаны, изготовлены и внедрены в океанологические исследования лазерные деформографы горизонтального и вертикального типов, однокоординатного, двухкоординатного и разнесённого вариантов, лазерный нанобарограф, лазерный измеритель вариаций давления гидросферы, лазерный гидрофон и донный лазерный деформограф.
Член редколлегии журнала «Подводные исследования и робототехника» (с 2005 года), организатор 2-х Всероссийских симпозиумов «Сейсмоакустика переходных зон».
Автор около трехсот научных публикаций, в том числе 2 монографии, 14 патентов.
Член Президиума Дальневосточного отделения Российской академии наук.

## Награды
- Орден «За морские заслуги» (21 ноября 2024 года) — за заслуги в изучении и освоении Мирового океана[2].